# Kare (Cameroun)
Pour les articles homonymes, voir Kare (homonymie).
Kare est une localité du Cameroun située dans le département du Logone-et-Chari et la Région de l'Extrême-Nord, au sud du lac Tchad, à la frontière avec le Tchad. Elle fait partie de la commune de Logone-Birni et du canton de Madiako. On distingue parfois Kare I et Kare II (ou Kare Delebe, Kare Delebbe).

## Population
Lors du recensement de 2005, 82 personnes ont été dénombrées à Kare I et 108 à Kare II. 